# Německá kulturní a sociální společnost ve Vratislavi
Německá kulturní a sociální společnost ve Vratislavi (NKSS; německy Deutsche Sozial-Kulturelle Gesellschaft in Breslau, DSKG; polsky Niemieckie Towarzystwo Kulturalno-Społeczne we Wrocławiu, NTKS) je organizaci německé menšiny v Dolnoslezském vojvodství ve městě Vratislav (Wrocław). 

## Struktura a činnost
NKSS ve Vratislavi je příslušná pro německou menšinu ve městě Vratislav a okolní okresy a je největší německou společností v Dolním slezsku. NKSS je členem Spolku německých sociálních a kulturních společností v Polsku (německy Verband der deutschen sozial-kulturellen Gesellschaften in Polen, VdG, polsky Związek Niemieckich Stowarzyszeń Społeczno-Kulturalnych w Polsce). Kromě toho je NKSS Vratislav hlavní oddělení v oblasti Dolního slezska. 
Aktuálně k společnosti patří přibližně 1200 členů. Předsedkyně je Renata Zajączkowska. NKSS vydává informační časopis Niederschlesisches Informationsblatt a každý týden vysílá rozhlasový pořad Sami swoi – Miteinander v Radiu Wrocław. 
K úkolům a cílům Společností patří kulturní aktivity a činnosti v sociální oblastí, péče o německý jazyk a kulturu a dolnoslezské tradice i historii. K tomu účelu bylo utvořeno kulturní oddělení, sociální oddělení a také oddělení pro práci s dětmi a mládeží. NKSS nadto nabízí vyučování němčiny a je vybaveno knihovnou. 

## Historie
NKSS vznikla v době politického přelomu v Polsku. Organizace byla zaregistrována v roce 1991 a zpočátku své hlavní sídlo měla ve Valbřichu (polsky Wałbrzych), a svou odbočku ve Vratislavi. V březnu 1990 byla zvolena první správní rada novovybrané místní skupiny ve Vratislavi. 9. září 2012 Radio Wrocław zahájilo vysílání rozhlasového pořadu NKSS Sami swoi – Miteinander. 